# Fermanagh and Omagh
Fermanagh and Omagh (irisch Ceantar Fhear Manach agus na hÓmaí) ist ein District in Nordirland. Er wurde am 1. April 2015 aus den Districts Fermanagh und Omagh gebildet. Verwaltet wird er durch das Fermanagh and Omagh District Council.

## Lage
Der neue District liegt im Südwesten von Nordirland und umfasst das gesamte County Fermanagh sowie den Südwesten und die Mitte des County Tyrone. Er grenzt im Westen, Südwesten, Süden und Südosten an die irischen Counties Donegal, Leitrim, Cavan und Monaghan. In diesem District gibt es 81.065 Wahlberechtigte. Der Name wurde am 17. September 2008 bekanntgegeben.

## Verwaltung
Das Fermanagh and Omagh District Council ersetzte das Fermanagh District Council und das Omagh District Council. Die ersten Wahlen für das District Council sollten eigentlich im Mai 2009 stattfinden, aber am 25. April 2008 verkündete Shaun Woodward, Minister für Nordirland, dass die Wahlen auf 2011 verschoben seien. Die ersten Wahlen fanden dann tatsächlich am 22. Mai 2014 statt.